# شفتلارن
شفتلارن (به آلمانی: Schäftlarn) یک شهر در آلمان است که در منطقه مونیخ واقع شده‌است.

## خصوصیات
شفتلارن ۱۶٫۷۱ کیلومترمربع مساحت دارد ۶۹۲ متر بالاتر از سطح دریا واقع شده‌است.